# Independente Sport Clube
Independente Sport Clube, também chamado Independente de Tômbua, é um clube multi-desportivo da cidade de Tômbua, na província do Namibe, em Angola.
No futebol masculino, é um dos mais vitoriosos times da província namibense, conseguindo vencer a SuperTaça de Angola de 1995, o tricampeonato do Campeonato do Estado Ultramarino de Angola (atualmente equivalente ao Girabola) entre 1969 e 1971, sendo ainda vice-campeão em 1973 e 1984 (esta última já como Girabola) e duas vezes vice-campeão da Taça de Angola em 1994 e 1995. Disputou o Girabola - Primeira Divisão Angolana de Futebol pela última vez em 1999.

## História
O clube foi fundado em 08 de Dezembro de 1928 sob o nome Independente Sport Clube de Porto Alexandre, por iniciativa de uma associação de pescadores do município de Tômbua, que à época chamava-se Porto Alexandre..
É o único time angolano detentor da famosa Taça Monumental Cuca, conquistada em 1971.

## Rivais
Conserva rivalidade com o Ginásio Clube da Torre do Tombo, com o Atlético Desportivo Petróleos do Namibe, com o Interclube do Namibe, com o Sporting Clube de Namibe e com o Benfica de Moçâmedes, com exceção do primeiro, todas equipas da cidade de Moçâmedes.

## Títulos
| Campeonato                                        | Campeão          | Vice-campeão | Campanhas de destaque | Nº de participações |
| ------------------------------------------------- | ---------------- | ------------ | --------------------- | ------------------- |
| Taça Monumental Cuca                              | 1971             | -            | -                     | ?                   |
| SuperTaça de Angola                               | 1995             | -            | -                     | ?                   |
| Girabola - Primeira Divisão Angolana de Futebol   | 1969, 1970, 1971 | 1973, 1984   | -                     | ?                   |
| Taça de Angola                                    | -                | 1994, 1995   | -                     | ?                   |
| Gira Angola - Segunda Divisão Angolana de Futebol | -                | 2000         | -                     | ?                   |
| Campeonato Provincial do Namibe                   | 1967, 1968, 2000 | -            | -                     | ?                   |